# Reflection
"Reflection" (en español: "Reflejo") es una canción que aparece en la banda sonora de la película de 1998 de animación de Disney Mulan y primer sencillo para una banda sonora de la artista estadounidense Christina Aguilera. La canción fue interpretada en la narrativa de la película por Lea Salonga como la voz cantante de Fa Mulan (protagonista de la película) en la versión original en inglés. Algunos creen que esta canción fue el primer sencillo de debut de la cantante estadounidense Christina Aguilera, pero solo se registró para la promoción de la película "Mulan", el clip fue puesto en libertad dos años después de la liberación de la película. En los meses previos a la grabación de la pista, Aguilera se acercó a la RCA, que le dio la oportunidad de grabar el tema principal de la película Mulan.
La versión de Aguilera está incluida en su álbum homónimo Christina Aguilera. Al igual una versión en español hecha por la misma Aguilera incluido para el único álbum en español titulado Mi reflejo al igual que dicha canción.
En los meses previos a la grabación de la pista, Aguilera se acercó a RCA Records, que le dio la oportunidad de grabar el tema musical a la película Mulan. Disney en este momento estaba buscando un artista que podría llevar a cabo una nota musical, por lo general difícil para la mayoría de los artistas intérpretes o ejecutantes, se requiere para la pista. En respuesta, Aguilera grabó a sí misma la realización de la pista Whitney Houston, "Run to You", que incluyó esta nota. Después de representantes de Disney quedaron impresionados por su actuación, se pusieron en contacto Aguilera, quien de inmediato accedió a viajar a Los Ángeles para pasar una semana de grabar el álbum.
La respuesta de los críticos de música hacia "Reflection" fue mixto, con las críticas teniendo en cuenta que una canción agradable, sin embargo, del todo no tiene nada especial. Aparte del comentario crítico, la canción tuvo éxito en la financiación de su álbum de debut en RCA Records, además de ganar su credibilidad entre los escritores y productores establecidos. 
Las versiones físicas y radio del sencillo fueron un éxito inmediato, pero debido a que no pertenecía a un álbum de estudio hasta ese momento, Billboard lo ubicó en la cartografía vía única en la lista Billboard Adult Contemporary, en el número 19, la posición más alta alcanzada por una banda sonora de una adolescente de 16 años.

## Versión de Christina Aguilera

### Escritura, grabación y producción

La canción forma parte de la compañía Disney para la película de Mulan.

Christina Aguilera grabó una versión en sencillo en 1998; tanto la versión de la película interpretada por Lea Salonga como la grabada por Aguilera formaron parte del álbum Mulan: An Original Walt Disney Records Soundtrack. Coco Lee fue la encargada de la canción en el idioma mandarín.
Gracias a la fama de la película a nivel mundial y adaptando a cada idioma se buscaron diferentes artistas de gran fama para interpretar el mismo tema en los diferentes países, en América Latina fue interpretado por la actriz y cantante mexicana Lucero, realizando un vídeo idéntico a la versión en inglés con el nombre de "Reflejo", para España fue interpretado por la cantante Malú (Mi Reflejo) y para Brasil por el dueto Sandy y Junior, bajo el nombre de "Imagem". 
Fue escrita y producida por Matthew Wilder y David Zippel para Mulan. Cantantes consolidados hicieron audiciones para grabar la canción, pero Wilder y Zippel sintieron que ninguno alcanzaba la difícil nota "mi" dos octavas superior al "do" central. Aguilera mandó una cinta de su voz que grabó en una vieja grabadora en su baño, cantando la nota que se requería y que estaba presente en la canción de Whitney Houston, "Run to You". Wilder y Zippel quedaron impresionados por su vocalización y le dieron la grabación.
Más tarde, Aguilera graba una versión en español llamada "Mi reflejo" en 2000, la cual fue incluida en su álbum en español Mi reflejo.

### Vídeo musical
El vídeo musical fue filmado en el parque temático China Pavilion de Walt Disney en Florida. En el vídeo se aprecia a una Christina muy joven con el cabello corto, recorriendo las instalaciones del lugar y así van pasando algunas imágenes de la película Mulan. El clip fue grabado en 1998, pero fue lanzado oficialmente en 2000.

### Rendimiento en las listas
A pesar de haber sido lanzado sólo como sencillo radial en Estados Unidos, Reflection llegó al posición número 19 del Billboard Adult Contemporary. La canción entonces fue el primer sencillo oficial de Aguilera, y logró inspirar a futuras cantantes como Jessica Simpson, Britney Spears y Mandy Moore, y así dar inicio a la Era Teen Pop, marcando en el pop por tercera vez una nueva tendencia, el primer cantante en hacerlo fue Michael Jackson y le siguió Madonna, tal fue la recepción del tema que posteriormente fue incluido en su álbum debut Christina Aguilera. La canción es muy bien recordada en el país, incluso ha sido interpretada numerosas veces por concursantes en American Idol.

### Versión en español
En 2000 Christina Aguilera versionó la canción "Reflection" por una en español llamada "Mi reflejo" la cual está incluida en el primer álbum en español de la cantante titulado al igual que la canción, Mi reflejo.
La compañía discográfica de Christina Aguilera no solo incluyó esta versión en español de "Reflection" si no también lo hizo con los sencillos "Genie in a Bottle", "Come On Over Baby (All I Want Is You)", "I Turn to You" y "What a Girl Wants" provenientes del álbum homónimo de Aguilera, Christina Aguilera. Pero la canción "Mi reflejo" nunca llegó a ser sencillo oficial ni contó con un vídeo musical al igual que la canción "Una mujer" —versión de "What a Girl Wants"—. 
Por otra parte, la canción "Mi reflejo" ha sido interpretada en varias ocasiones en programas de canto en América Latina.

### Presentaciones en giras
Christina presentó en vivo "Reflection":
- Sears & Levis US Tour (2000): Esta gira ha sido la única ocasión en la que Christina ha cantado "Reflection", ya que el tema no trascendió a nivel mundial.

### Premios
A pesar de ser únicamente un sencillo radial, Aguilera fue nominada con su tema "Reflection" en los Golden Globes en la categoría mejor canción original, aunque no logró ganar se convirtió en la cantante más joven en ser nominada a estos premios y la única de su generación en lograr ser nominada a estos premios.
| Año  | Ceremonia     | Premio                 | Resultado |
| ---- | ------------- | ---------------------- | --------- |
| 1999 | Golden Globes | Mejor Canción Original | Nominada  |

### Listas musicales
| América        |                           |    |    |   |   |
| Estados Unidos | Top 40 Adult Contemporary | 35 | 19 | 2 | 4 |

## Versiones de otros cantantes
En inglés
La cantante y ganadora de American Idol Jordin Sparks interpretó la canción sobre la Semana dedicación de la sexta temporada de la serie, con la actuación que avanzar a la siguiente ronda. El actor y cantante Darren Criss ha realizado la canción varias veces de manera informal, los vídeos pueden ser encontrados en todo YouTube. Una de estas actuaciones se celebró en Manila, Filipinas. Jackie Evancho también cubrió la canción en su cuarto álbum de estudio, Songs from the Silver Screen.
En español
En La Voz... Argentina, la versión en español de la canción fue cubierta por Sofía Rangone. En el programa de canto mexicano Reyes de la Canción, concursante Sheyla Osiris hizo una actuación muy aclamada de esta versión también, en un popurrí con "Contigo en la Distancia" y "Pero Me Acuerdo de Ti". Entre otros programas de canto se han realizado presentaciones de dicha canción, como en La Academia de la casa productora mexicana TV Azteca.
En una gala especial y disco de Operación triunfo 2001 (OT Canta Disney), la cantante española Chenoa cantó una versión dance de esta canción.
En el DVD musical Ellas & Magia, Pastora Soler grabó la canción y el videoclip de Mi Reflejo.